# Campeonato Mundial de Lacrosse
O Campeonato Mundial de Lacrosse (em inglês World Lacrosse Championship) é o campeonato mundial masculino de lacrosse de campo, é organizado pela Federation of International Lacrosse (FIL), sendo disputado desde 1967 como parte das comemorações dos 100 anos do esporte.

## Edições
| Ano  | Campeão        | Vice-campeão   | Placar              | Sede                      | Equipes |
| ---- | -------------- | -------------- | ------------------- | ------------------------- | ------- |
| 1967 | Estados Unidos | Austrália      | 25–11               | Toronto, Canadá           | 4       |
| 1974 | Estados Unidos | 3-way tie      | 20–14               | Melbourne, Austrália      | 4       |
| 1978 | Canadá         | Estados Unidos | 17–16 (prorrogação) | Stockport, Inglaterra     | 4       |
| 1982 | Estados Unidos | Austrália      | 22–14               | Baltimore, Estados Unidos | 4       |
| 1986 | Estados Unidos | Canadá         | 18–9                | Toronto, Canadá           | 4       |
| 1990 | Estados Unidos | Canadá         | 19–15               | Perth, Austrália          | 5       |
| 1994 | Estados Unidos | Austrália      | 21–7                | Manchester, Inglaterra    | 6       |
| 1998 | Estados Unidos | Canadá         | 15–14 (prorrogação) | Baltimore, Estados Unidos | 11      |
| 2002 | Estados Unidos | Canadá         | 18–15               | Perth, Austrália          | 16      |
| 2006 | Canadá         | Estados Unidos | 15–10               | London, Canaá             | 21      |
| 2010 | Estados Unidos | Canadá         | 12–10               | Manchester, Inglaterra    | 29      |
| 2014 | Canadá         | Estados Unidos | 8–5                 | Denver, Estados Unidos    | 38      |
| 2018 | TBC            | TBC            | TBC                 | Manchester, Inglaterra    |         |